# Rob Base and DJ E-Z Rock
Rob Base and DJ E-Z Rock waren een Amerikaans Hiphop duo dat bestond uit Robert Ginyard (1967) (Rob Base) en Rodney Bryce (Dj E-Z Rock) (1967-2014). Het duo maakte dansbare hiphop met invloeden uit house en maakte in 1988 de hits It Takes Two en Get On The Dancefloor. Het succes bleef daarbij, al groeide It Takes Two uit tot een hiphopklassieker. 

## Geschiedenis
Ginyard en Bryce groeiden op in Harlem. Beiden zitten als scholieren in de rapgroep Sureshot Seven. Wanneer ze hun examen gedaan hebben loopt de groep echter leeg en blijven enkel Ginyard en Bryce over. Samen blijven ze muziek maken en in 1986 produceren ze de track DJ Interview, die op een compilatiealbum terecht komt. Het nummer Make It Hot (1987) is de eerste single van het duo. Opvolger It Takes Two (1988), dat bebouwd is op een sample van Think (About It) van Lyn Collins, wordt een wereldwijde hit. Minstens zo succesvol is opvolger Get On The Dancefloor. De beat van het nummer is deels gebaseerd op Shake Your Body (Down to the Ground) van The Jacksons en heeft breaks uit A Day In The Life van Black Riot. Deze bereikt zelfs in Nederland de hitlijsten. Ook de single Joy And Pain is een bescheiden hit. De hits staan op het album dat ook It Takes Two heet. Een jaar later maakt Base het soloalbum The Incredible Base. Bryce heeft zich dan tijdelijk teruggetrokken vanwege persoonlijke problemen. In 1994 werken ze weer samen op het album Break Of Dawn, maar het momentum van de groep is dan al lang verdwenen. Daarna verschijnen er nog wat singles. In 2002 refereert Brainpower aan Rob Base in zijn hit Dansplaat. Het nummer It Takes Two blijft bekend als klassieker. In 2008 maakt Mr. Oizo een cover van het nummer met de naam Two Takes It en in 2009 gebruikt Snoop Dogg samples voor zijn plaat I Wanna Rock. Ook staat het op de soundtracks van The Proposal en Grand Theft Auto: San Andreas. Bryce sterft op 27 april van 2014 aan complicaties van diabetes.

## Discografie

### Albums
- It Takes Two (1988)
- The Incredible Base (Rob Base solo) (1989)
- Break Of Dawn (1994)

| Single met eventuele hitnotering(en) in de Nederlandse Top 40 | Datum van verschijnen | Datum van binnenkomst | Hoogste positie | Aantal weken | Opmerkingen |
| ------------------------------------------------------------- | --------------------- | --------------------- | --------------- | ------------ | ----------- |
| Get on the Dance Floor                                        |                       | 11-03-1989            | 20              | 6            |             |
| Joy And Pain                                                  |                       | 06-05-1989            | 74              | 5            |             |